# Wann Langston, Jr.
Wann Langston Jr. (1921 – 7/4/2013) là một nhà cổ sinh vật học người Mỹ và là giảng viên tại Đại học Texas tại Austin.
Langston nghiên cứu về nhiều loại động vật bò sát và động vật lưỡng cư, bắt đầu với bản báo cáo (cùng với J. Willis Stovall) về loài Khủng long Chân thú Acrocanthosaurus năm 1950. Năm 1954, Langston làm việc cho Bảo tàng Quốc gia Canada thay thế vị trí của Charles M. Sternberg tại Đảo Hoàng tử Edward miền tây Canada cho đến năm 1962. Một trong những phát hiện của ông (cùng với Loris Russel) là sự phát hiện lần nữa những mảnh xương Pachyrhinosaurus tại núi Scabby Butte của Sternberg. Năm 1963, ông trở lại Đại học Texas, nơi mà năm 1969 ông trở thành giám đốc thứ hai của Phòng thí nghiệm về Cổ sinh vật học xương sống, ở đó ông chủ yếu nghiên cứu về Động vật có xương sống Kỷ Phấn Trắng tại Vườn quốc gia Big Bend. Những phát hiện của ông và các sinh viên bao gồm loài Thằn lằn có cánh Quetzalcoatlus và nhiều loài bò sát ở kỷ Permi và Đại Trung sinh. Ông nghỉ hưu vào năm 1986, nhưng vẫn có mặt ở các khu khảo cổ. Năm 2007, Langston là người thứ 20 nhận được Huy chương A. S. Romer - G. G. Simpson của Hội Cổ sinh vật học xương sống, huy chương danh giá nhất của hội .
Langston chết một cách tự nhiên một vài ngày sau khi Hiệp hội địa chất Hoa Kỳ tổ chức Liên hoan Hiệp hội địa chất Miền Trung - Nam Hoa Kỳ tại Austin, Texas để vinh danh ông.
Một số loài động vật được đặt tên bởi Langston bao gồm Khủng long chân thú Acrocanthosaurus (1950), Khủng long mỏ vịt Lophorhothon (1960), Microsaur Carrolla (1986). Các loài mesoeucrocodylians Langstonia, Akanthosuchus langstoni, Albertochampsa langstoni, khủng long chân thú Saurornitholestes langstony, Khủng long đầu dày Texacephale langstoni được đặt theo tên của ông.

## Ấn phẩm xuất bản
- Stovall, J.W., & W. Langston Jr. 1950. Acrocanthosaurus atokensis, Một Chi và Loài mới của Khủng long Chân thú cuối Kỷ Phấn Trắng từ Oklahoma. American Midland Naturalist 43(4):686-728.
- Langston Jr., W. 1952. Động vật lưỡng cư Embolomerous đầu tiên từ New Mexico. Journal of Geology 61(1):68-71.
- Langston Jr., W., & J.W. Durham. 1955. Một khủng long chân thằn lằn từ Colombia. Journal of Paleontology 29(6):1047-1051.
- Langston Jr., W. 1959. Anchiceratops from the Oldman Formation of Alberta. National Museum of Canada Natural History Papers 3:1-11.
- Langston Jr., W. 1960. The vertebrate fauna of the Selma Formation of Alabama. Part VI. The dinosaurs. Fieldiana: Geology Memoirs 3(6):315-361.
- Langston Jr., W. 1963. Fossil vertebrates and the Late Paleozoic red beds of Prince Edward Island. National Museum of Canada, Bulletin 187, 36 p.
- Langston Jr., W. 1965. Fossil crocodilians from Colombia and the Cenozoic History of the Crocodylia in South America. University of California Publications of Geological Sciences, 52: 1-127.
- Langston Jr., W. 1967. The thick-headed ceratopsian dinosaur Pachyrhinosaurus (Reptilia: Ornithischia), from the Edmonton Formation near Drumheller, Canada. Canadian Journal of Earth Sciences' 4:171-186.
- Langston Jr., W. 1974. Nonmammalian Comanchean tetrapods. Geoscience and Man 8:77-102.
- Langston Jr., W. 1975. The ceratopsian dinosaurs and associated lower vertebrates from the St. Mary River Formation (Maestrichtian) at Scabby Butte, southern Alberta. Canadian Journal of Earth Sciences 12:1576-1608.
- Langston Jr., W. 1976. A late Cretaceous vertebrate fauna from the St. Mary River Formation in western Canada. in Churcher, C.S. (ed.): Athlon. Toronto: Royal Ontario Museum, 114-133.
- Langston Jr., W. 1986. Carrolla craddocki; a new genus and species of microsaur from the Lower Permian of Texas. The Pearce-Sellards series (43)1-20.